# Guettarda pungens
Guettarda pungens är en måreväxtart som beskrevs av Ignatz Urban. Guettarda pungens ingår i släktet Guettarda och familjen måreväxter. Inga underarter finns listade i Catalogue of Life.